# Friedrich von der Schulenburg (Politiker)

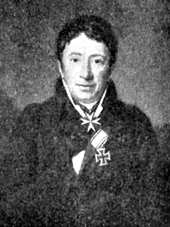
Friedrich Graf von der Schulenburg (mit Johanniterkreuz und Eisernem Kreuz)

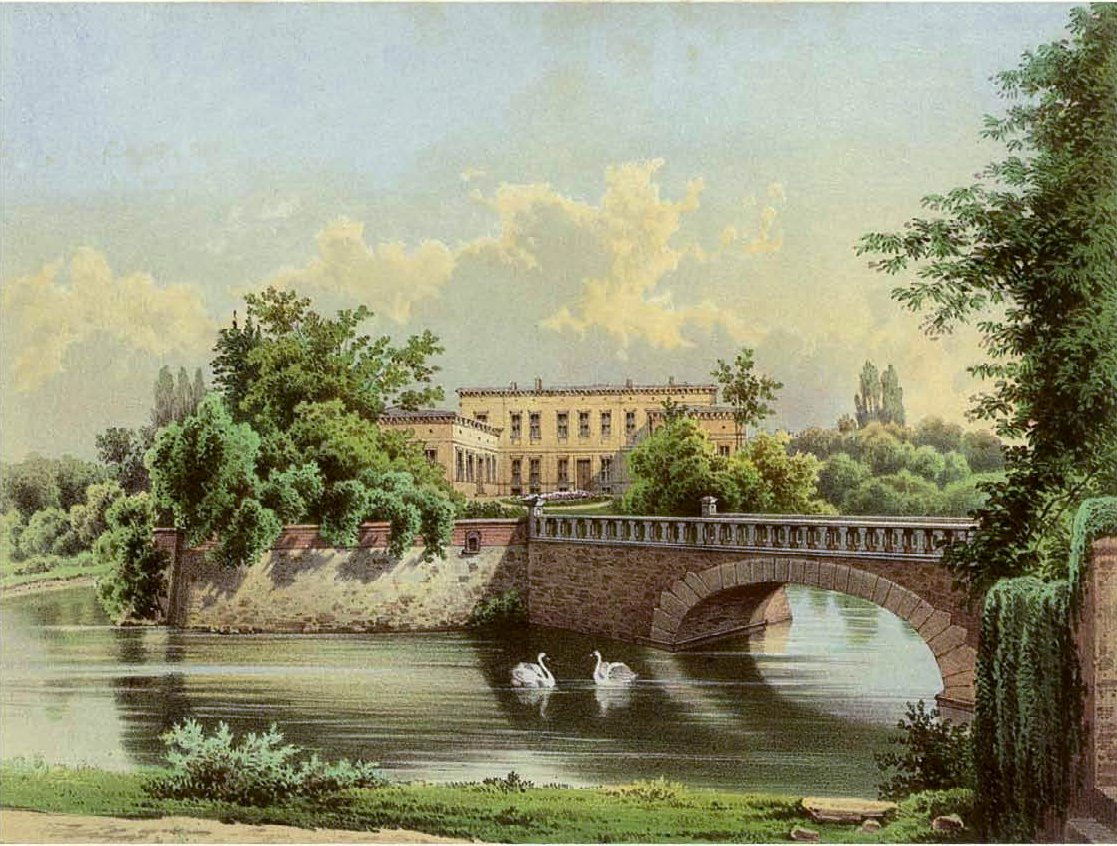
Schloss Angern um 1860, Sammlung Alexander Duncker

Graf Friedrich von der Schulenburg (* 10. Februar 1769 in Angern; † 16. Mai 1821 in Magdeburg), eigentlich Friedrich Christoph Daniel Graf von der Schulenburg, war ein Verwaltungsjurist im Königreich Preußen. Von 1816/18 bis 1821 war er der erste Regierungspräsident des Regierungsbezirks Magdeburg in der Provinz Sachsen. Er war Ritter des Johanniterordens.

## Herkunft
Friedrich Graf von der Schulenburg entstammte dem Haus Angern der Weißen Linie des brandenburgisch-preußischen Adelsgeschlechts derer von der Schulenburg. Alexander Friedrich Christoph von der Schulenburg (1720–1801), der Vater von Friedrich, starb 1801. Seine Mutter Luise Eleonore (1743–1803) war eine geborene von Bismarck. Er war der älteste Sohn von sieben Kindern des Paares. Sein jüngerer Bruder war der preußische Generalleutnant Joseph Ferdinand Adolf Achaz von der Schulenburg (1776–1831).

## Leben
Von 1785 bis 1789 besuchte er die Schule zu Kloster Berge in der Nähe der Stadt Magdeburg. Anschließend studierte Schulenburg Rechts- und Staatswissenschaften an der Universität Halle. Nach Beendigung seines Studiums wurde er 1793 Landrat des II. Holzkreises des zum Königreich Preußen gehörigen Herzogtums Magdeburg. Zwischen 1801 und 1804 schied Schulenburg vorübergehend aus dem Staatsdienst aus, um sich nach dem Tod seines Vaters um die Güter der Familie zu kümmern. Im Jahr 1804 nahm er den Dienst wieder auf und wurde nach einer kurzzeitigen Tätigkeit in der Kriegs- und Domänenkammer zu Magdeburg Kammerdirektor in Warschau. Anschließend arbeitete Schulenburg während der Zeit des Königreichs Westphalen in einer Kommission zur Regulierung der Besitzverhältnisse der Domänen mit Sitz in Magdeburg und war Abgeordneter der Reichsstände des Königreichs Westphalen. In der Zeit der Befreiungskriege leitete er dann die Organisation der Landwehr in der Altmark. Nach Errichtung der preußischen Provinz Sachsen wurde er zum ersten Präsidenten der Regierung zu Magdeburg berufen.
Quellen deuten darauf hin, dass in der Anfangszeit der Provinz Sachsen noch unklare Kompetenzverhältnisse zwischen dem Oberpräsidenten der Provinz und dem Regierungspräsidenten zu Magdeburg herrschten. So erklärt es sich, dass der Oberpräsident Friedrich von Bülow in dieser Zeit ebenfalls als Regierungspräsident agierte. Nach dem Tod Schulenburgs im Jahr 1821 wurden beide Ämter in Personalunion ausgeführt.

## Familie
Er zwar zweimal verheiratet. Seine erste Frau wurde am 27. Februar 1803 Henriette Christiane Charlotte von Rohtt († 9. April 1811), eine Tochter des Deichhauptmanns Johann Christian von Rohtt auf Köcke und dessen Ehefrau Dorothea Albertine von Hagen. Das Paar hatte folgende Kinder:
- Wilhelmine Albertine Pauline Eleonore Johanna Cora (* 17. Januar 1804; † 3. Oktober 1844)

⚭ 15. Februar 1825 Karl Julius Heinrich Bogislaus von Hoym († 23. April 1825)
⚭ 24. September 1829 Wilhelm Ludwig Albert von Bismarck (1803–1877)
- Auguste Juliane Editha Ulrike Mathilde (* 13. November 1807; † 6. Juni 1808)

Nach dem Tod seiner ersten Frau heiratete er am 10. Juli 1812 Auguste Luise Adolphine von Cramm (* 13. Juli 1793; † 15. Oktober 1854), älteste Tochter des braunschweigischen Landdrosten Friedrich Albert Ernst von Cramm auf Volkersheim und dessen Ehefrau Charlotte Adriane Caroline Amaline von der Schulenburg.  Das Paar hatte folgende Kinder:
- Franziska (* 27. Dezember 1813; † 19. Januar 1828)
- Edo Friedrich Christoph Daniel (* 27. April 1816; † 6. August 1904) ⚭ 27. Juni 1841 Helene Alexandrine Charlotte Florentine von Schöning-Jahnsfelde (1823–1901)

Die Witwe heiratete später den Generalmajor Karl Friedrich von Flotow.